# Malatikot
Malatikot (en népalais : मलातिकोट) est un comité de développement villageois du Népal situé dans le district d'Achham. Au recensement de 2011, il comptait 2 630 habitants.